# Veronika Buroňová
Veronika Buroňová (30 de enero de 1979) es una deportista checa que compitió en halterofilia. Ganó una medalla de bronce en el Campeonato Europeo de Halterofilia de 2000, en la categoría de 63 kg.

## Palmarés internacional
| Campeonato Europeo | Campeonato Europeo | Campeonato Europeo | Campeonato Europeo |
| Año                | Lugar              | Medalla            | Categoría          |
| ------------------ | ------------------ | ------------------ | ------------------ |
| 2000               | Sofía (Bulgaria)   | Medalla de bronce  | 63 kg              |